# Joan Altisent i Ceardi
Joan Altisent i Ceardi (Barcelona, 8 de febrer de 1891 - Barcelona, 25 de juny de 1971) va ser compositor i professor de música. Animà l'ambient musical barceloní dels anys cinquanta.
El fons personal de Joan Altisent es conserva a la Biblioteca de Catalunya.

## Biografia
Va néixer al carrer Consell de Cent de Barcelona, fill d'Antoni Altisent i Feliu, natural d'Anglesola, i d'Assumpta Ceardi i Vidal, natural de Barcelona.
Estudià al Conservatori Municipal de Música i al Conservatori del Liceu de Barcelona. Fou compositor polifacètic, professor de música, intèrpret d'orgue i dirigí l'Orfeó Barcelonès durant molts anys.
Va ser president de la Junta del Conservatori del Liceu. El 1955 va crear el Premi Joan Altisent que van guanyar, en algunes de les seves edicions anuals, el clarinetista i compositor Rafael Grimal Olmos (1963), i diversos alumnes de l'Escola de Música Josep Maria Ruera.
A finals dels anys 50 es feu construir l'Auditori Joan Altisent, una sala de música particular a la ronda del General Mitre de Barcelona, i allí hi efectuà moltíssims concerts privats. En continuació de l'actiu mecenatge musical de Joan Altisent, el 2003 les seves hereves feren donació al Conservatori de Música Isaac Albéniz, de Girona, de l'orgue que havia presidit l'escenari de l'Auditori des del 1962.
El 1958 fou nomenat acadèmic corresponent de la Real Academia de Bellas Artes de la Purísima Concepción de Valladolid, ciutat on té un carrer dedicat. La ràdio La voz de Valladolid convocà el 1959 el primer Premio Juan Altisent, que guanyà l'organista José Enrique Ayarra.
Fou un compositor molt variat: concerts per a diversos instruments solistes, cançons, sardanes, una òpera, un ballet… La seva obra més coneguda sigui, probablement, Idil·li, que figura en el repertori de gran nombre de corals espanyoles. Com a autor, Altisent seguí una línia tradicional, amb influències de la música renaixentista.
Es va casar amb Carme Balmas i Guitart. El seu fill, Antoni Altisent i Balmas, i dos dels seus nets, Joan Albert Amargós i Altisent i Feliu Gasull Altisent, també són compositors. La seva germana, Lluïsa Altisent i Ceardi, va ser pintora i la seva filla, Aurora Altisent i Balmas és una reconeguda pintora, dibuixant i escultora.
L'Ajuntament de Barcelona li dedicà el novembre del 1981 un espai entre el carrer Gelabert i el Camí Vell de Sarrià, els "Jardins Joan Altisent".

## Obres
- Amunt (1958), òpera estrenada al Gran Teatre del Liceu, amb llibret de Jaume Picas, amb la intervenció de Josep Carreras fent de nen.
- Un bateig de fadrins i mosses (inèdit), sarsuela en un acte amb llibret de Josep Iglésies, basat en una poesia del mateix Iglesias publicada en el llibre Segarrenques del 1917.
- Charivari Marsch: marcha circense (ca. 1958), escrita amb Manuel Pascual Pons, de la comèdia lírica Pensaré siempre en ti
- Concert per a arpa i orquestra (1962)
- Concert per a oboè i orquestra (1953). L'autor en va fer una reducció per a oboè i piano
- Concert per a trompa i orquestra (1962)
- Diferencias sobre una cántiga de Alfonso X el Sabio, per a dos pianos
- Doble concert per a flauta, clarinet i orquestra (1954)
- Honneur a Foch: marche triomphale, per a piano
- Gavines (1962), ballet en un acte i tres quadres amb coreografia de Joan Magrinyà, sobre temes mariners de Vilanova i la Geltrú
- Polca 1800: charivari marsch
- Scherzo y coral con variaciones, per a quintet de vent
- Soliloquio (1969), per a saxo i piano
- Suite per a orgue i orquestra (1962)
- En Tirant lo Blanc a Grècia (1958), òpera bufa amb text de Joan Sales que versionava l'obra original; estrenada al Teatre Romea (Barcelona)
- Toccata impromptu (1960), per a piano
- Tres impresiones (1969), per a clarinet i piano

### Cançons
- Amb lletra de Josep Maria Gibert i Fèlix: L'ametller (1951), Les cireres de Sant Climent (1951), Goigs a la Mare de Déu de Lourdes (1959), Pregària a la Verge del Carme, per a cor a dues veus i piano
- Fragments de El jardiner, de Rabindranath Tagore, en traduccions catalana de Maria de Quadras i castellana de Juan Ramón Jiménez: No te vayas sin decirlo (1961), On vas tan de pressa amb ton cistell? (1956), Parla'm, amor (1955)

- Acròstic, per a veu i piano, amb lletra de Lluís Valeri
- Amor de mare (1948), per a soprano i orquestra, poesia de Jaume Boloix
- Cançó de bressol (1948), per a soprano i orquestra, amb lletra de Damas Calvet.
- Cançó de les boles de neu (1960), del poema de Ramon Masifern Les flors del Montserrat
- Cançó de maig
- Cançó del mar (1948), per a soprano i orquestra, lletra i música de J. Altisent
- La cançó del mestre Jan (1964), instrumentada per a cobla, amb lletra del poema Cançó de la farga de Francesc Pelagi Briz
- La cançó del despistat, per a cor
- Cantem, companys
- Cántiga de Santa María, obra d'Alfons X el Savi harmonitzada per J.Altisent
- Dia d'hivern (1960?), per a mezzo-soprano contralt, sobre una poesia de Lluís Valeri
- Esplai de primavera (1948), per a soprano i orquestra
- Idil·li, per a cor per a 4 veus mixtes Lletra Arxivat 2007-09-28 a Wayback Machine. i Partitura en PDF Arxivat 2007-09-29 a Wayback Machine.
- La mort del pastor
- Ning, nang, nong, nadala de Josep Cortés i Buhigas
- Nochebuena: canción de cuna, nadala
- Nochebuena: villancico, nadala, probablement sobre una poesia de Joan Baptista Bertran
- El ocaso, per a cor
- Oh, bon Jesús!, sobre una poesia de Josep Maria Torrents i Solé
- Plegaria a Jesús (1946), motet amb lletra de Melcior Colet
- Una pluja d'or (1960), nadala amb lletra de Josep Cortés
- Poema de la Resurrecció (1960), amb lletra de Miquel Melendres
- Primavera, sobre una poesia de Josep Iglésies
- Primaveral (1945), per a soprano i orquestra, sobre una poesia de Maria Verger
- Romance (1961), sobre poesia de Félix Antonio González
- Salutación a María Santísima, lletra de Josep Maria Torrents
- Una vela blanca... (de l'estela d'or) (1945), per a soprano i orquestra, sobre una poesia de Maria Verger
- La viola

- Cançons sobre poesies castellanes de l'Edat Mitjana i del Renaixement:
  - D'autor anònim Aquel caballero, madre! (1956), ¡Enamorado vengo! (1951), ¿Por qué me besó Perico? (1951), Por un pajecillo (1954), Quiero dormir y no puedo (1951), Tres morillas me enamoran (1951)
  - De Gil Vicente: Dicen que me case yo (1951), ¡Malhaya quién los envuelve! (1954)
  - De Lope de Vega: ¡Trébole!

### Sardanes
- La festa de Sant Llorenç: Climentona (1964)
- Lleida
- Noia xica
- La sardana per a l'òpera marina (1968)

### Obres sobre Joan Altisent
- ¿Quién es Joan Altisent? article publicat a Wagneriana 54 (abril 2005)
- Juan Bautista Varela de Vega Semblanza de Juan Altisent article publicat a Boletín de la Real Academia de Bellas Artes de la Purísima Concepción 29 (1994)

### Obres de Joan Altisent
- Jaume Picas, text. Música de Joan Altisent Amunt! (Sull'aria ed il vento) Òpera en tres actes i cinc quadres Barcelona: Aymà, 1958
- Joan Altisent Aplec de cançons per a cant i piano Barcelona: A. Boileau i Bernasconi, s.a.
- Joan Altisent Cuaderno de música Barcelona: Imp. Bofarull, s.a. Conté Cançonetas pera piano i cant; Tango pera piano; Polca pera piano; Marcha pera piano; Schotisch pera piano; Danza pera violí i piano

## Arxius de so
Idil·li en arxius MIDI per la Coral Universitaria de Granada Arxius: General, i separats en veus de soprano, de contralt, de tenor i de baix